# Rezervat biosfere Río Plátano
Rezervat biosfere Río Plátano je rezervat biosfere u Hondurasu koji se nalazi u 100 km porječja rijeke Río Plátano u pokrajini La Mosquitia. Rezervat biosfere Río Plátano ima površinu od 5.250 km² i osnovan je 1982. godine zbog zaštite jedinstvene bioraznolikosti tropskog šumskog krajolika. Iste godine je upisan na UNESCO-ov popis mjesta svjetske baštine u Sjevernoj Americi jer „je na prostoru od planina Punta Piedra do karipske obale oko 2.000 indijanaca sačuvalo tradicionalni način života”. 
Od 1986. godine Rezervat biosfere Río Plátano je dio Srednjoameričkog biloškog koridora, koji spaja nekoliko nacionalnih parkova od Meksika duž Srednje Amerike, a koji je osnovan kako bi se zaštitilo njegovih 106 jako ugroženih životinja od izumiranja.
God. 1996. Río Plátano je upisan i na popis mjesta ugrožene svjetske baštine zbog krivolova, nezakonite sječe i napasanja stoke unutar granica rezervata. Nakon uspješnih mjera zaštite, rezervat je skinut s tog popisa 2007. godine, no nakon istrage 2010. godine ponovno je upisan na popis zbog niza nezakonitih aktivnosti kojima vlast ne uspijeva stati u kraj, poput otuđivanja zemljišta koje se javilo zbog nemugućnosti organizirane zaštite zbog prisustva trgovaca drogom.

## Odlike
Rezervat ima tri topografska područja:
- Planinsko područje ima izvanredne formacija stijena (npr. vrh Dama) i vodopad visine 500 m.
- Obalno područje je ravno ili valovito s brojnim lagunama kao što su Ibans i Cartina i travnjacima koji poplave svake zime.
- Između njih je najveći dio, oko 130.000 ha (75% rezervata) nizinskog područja kroz koje vijuga rijeka i ispunjava nekoliko riječnih jezera. Prirodni nasipi koji se protežu tuda su idealni teren za male poljoprivredne parcele. Gornje dvije trećine rijeke prolazi kroz brdoviti teren, a dio rijeke je podzemni ispod ogromne bazaltne stijene.

Ovo područje je najveća tropska prašuma u Hondurasu, a raznolikost pejzaža je rezultirala raznolikim ekosustavima. Većinu područja pokriva tropska kišna šuma (85%), a 10-15% pokriva suptropska kišna šuma, ravnice su pokrivene savanom s travnjacima i borovima, a na obali se nalazi magrova šuma.
Sveukupno u rezervatu obitava 39 vrsta sisavaca, od kojih ugrožene vrste kao što su: jaguar, puma, ocelot, margaj (Leopardus wiedii), jaguarundi (Puma yagouaroundi), bairdov tapir (Tapirus bairdii), srednjoamerička vidra, divovski mravojed (Myrmecophaga tridactyla), urlikavci (Alouatta), kinkažu (Potos flavus), bjelorepi jelen (Odocoileus virginianus), bjelousni pekari (Tayassu pecari), kornjača, meksički i američki krokodil, i dr.
Na ovom području nalazi se preko 200 arheoloških lokaliteta, od kojih su najvažniji Ciudad Blanca ("Bijeli grad") kulture Maya, te petroglifi Piedras Pintadas na obali rijeke Platano, za koje se vjeruje kako su djelo do sada nepoznate pretkolumbovske kulture. Río Plátano je poznat i kao prvo mjesto u Americi na kojemu je pristao Kristofor Kolumbo 1492. godine.

## Vanjske poveznice
- Linking Biodiversity Conservation and Sustainable Tourism (engl.)
- Botanika Rio Platana (šp.) (engl.)